# قسم ميان ولايت
قسم ميان ولايت (بالفارسية: بخش ميان ولايت) هي قسم في مقاطعة تايباد، التابعة لمحافظة خراسان رضوي الإيرانية

## السكان
- حسب إحصاءات سنة 2006، بلغ إجمالي السكان في قسم ميان ولايت 27236 نسمة وعدد المساكن 5863 مسكن.[1]

## وصلات خارجية
- إدارة مقاطعة تايباد نسخة محفوظة 14 أبريل 2013 على موقع واي باك مشين.
- بلدية تايباد نسخة محفوظة 1 فبراير 2013 على موقع واي باك مشين.
- إدارة تعليم تايباد نسخة محفوظة 5 أبريل 2013 على موقع واي باك مشين.